# Krzysztof Niewrzęda

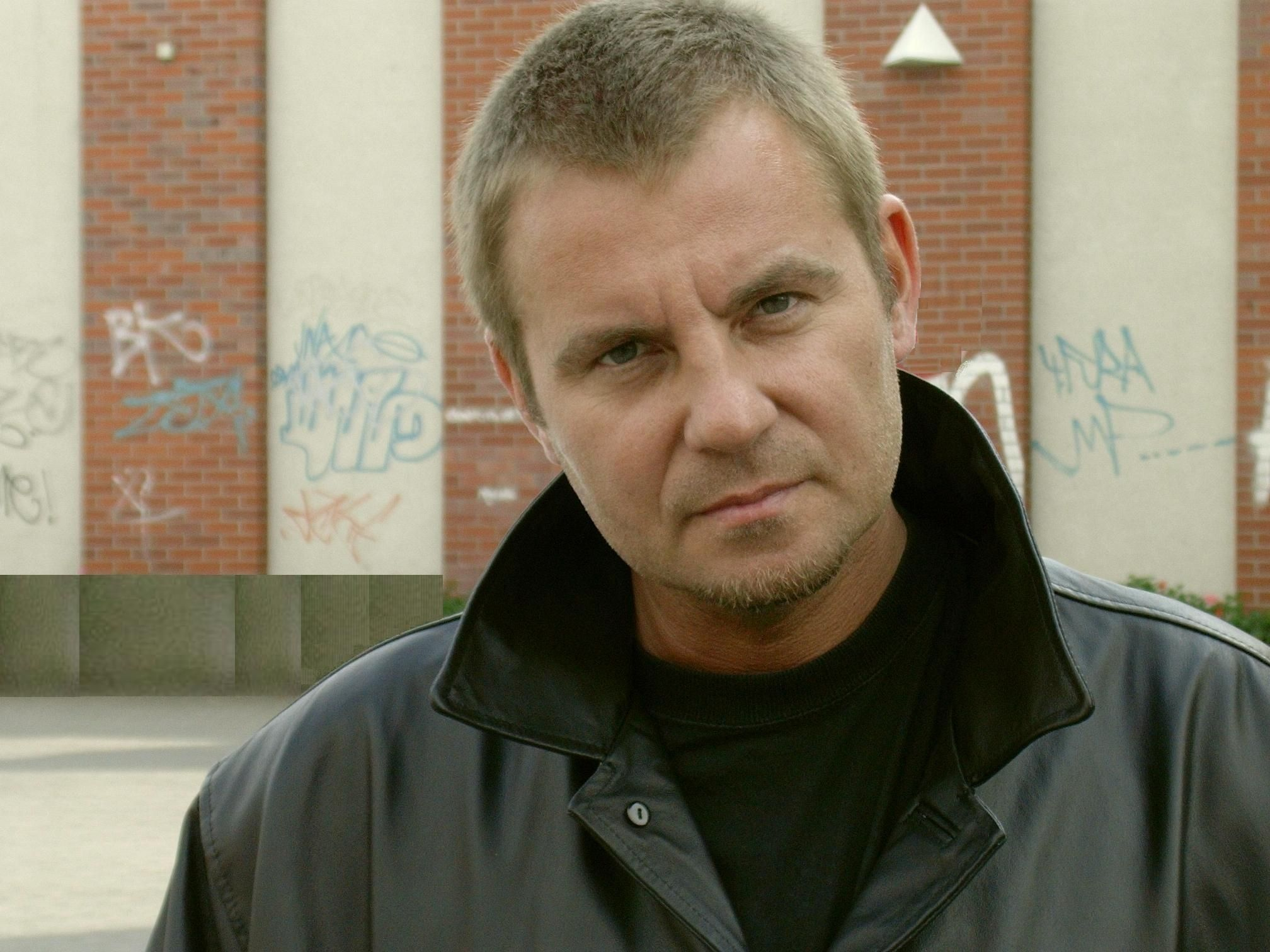
Krzysztof Niewrzęda

Krzysztof Niewrzęda (ur. 22 lutego 1964 w Szczecinie) – polski prozaik, poeta i eseista. Za twórczość literacką nagrodzony Złotą Sową Polonii (Wiedeń 2017), finalista Nagrody Poetyckiej Silesius (2011), laureat konkursów poetyckich i prozatorskich m.in. Europejskiego Konkursu na Polski Wiersz Emigracyjny (Hamburg 1997) oraz Nagrody im. Marka Hłaski w Międzynarodowym Konkursie Literackim (Wiedeń 2003). Nominowany do Literackiej Nagrody Mediów Publicznych COGITO (2008) i Europejskiej Nagrody Literackiej (2009). Stypendysta Ministra Kultury i Dziedzictwa Narodowego (2009).

## Życiorys
Krzysztof Niewrzęda urodził się 22 lutego 1964 r. w Szczecinie. Studiował na Wydziale Budownictwa i Architektury Politechniki Szczecińskiej. W latach 80. XX w. grał jako perkusista w kilku szczecińskich zespołach undergroundowych, m.in.: Brunatne sklepienie, Casus, Aramis. Jako poeta debiutował w 1985 r. na łamach wydawanego w Szczecinie ogólnopolskiego tygodnika „Morze i Ziemia”.
Na początku 1989 r. wyjechał do Niemiec i zamieszkał w Bremie, gdzie pracował w biurze architektonicznym i działał w ramach interdyscyplinarnej grupy artystycznej NAS-TU, stworzonej przez polskich twórców młodego pokolenia. Występował w monodramach swojego autorstwa. Pisał również wiersze, które publikował w polskich pismach literackich oraz felietony do wydawanych w Niemczech tygodników polonijnych. W 1997 r. został nagrodzony „Srebrnym Pegazem” w Europejskim Konkursie na Polski Wiersz Emigracyjny, zorganizowanym pod egidą miesięcznika literackiego „Twórczość”. W tym samym roku został jednym z redaktorów ukazującego się w Niemczech polskiego pisma literackiego Bundesstrasse 1. Rok później, nakładem Książnicy Pomorskiej w Szczecinie, wydano jego pierwszy tom poetycki w poprzek.
W kolejnym roku, w Bydgoszczy, ukazała się jego debiutancka powieść: Poszukiwanie całości. W 2001 r. Niewrzęda przeprowadził się do Berlina. W tym samym czasie został stałym współpracownikiem dwumiesięcznika kulturalnego Pogranicza. W latach 1998–2003 był współorganizatorem spotkań z polskimi pisarzami mieszkającymi za granicą, które odbywały się w szczecińskiej galerii Piastów 75. W 2003 r. zdobył Nagrodę im. Marka Hłaski, w międzynarodowym konkursie literackim w Wiedniu. Jego utwory poetyckie i prozatorskie, a także eseje były publikowane w antologiach i na łamach licznych pism literackich oraz społeczno-kulturalnych, m.in.: „Akcent”, „Autobiografia”, „BLIZA”, „Chimera”, „Dekada Literacka”, „Fabularie”, „HELIKOPTER”, „Kartki”, „Krytyka Polityczna”, „Odra”, „Pogranicza”, „Przegląd Polityczny”, „Przekrój”, „sZAFa”, „Tygiel Kultury”, „Twórczość”, „Tygodnik Powszechny”. A także w przekładzie na język niemiecki, m.in. w: „Die Tageszeitung”, „Der Tagesspiegel”, „Dialog”, „Der Dreischneuß”, „Ostragehege”, w antologii Geschrieben in Deutschland. Po chorwacku w antologii Orkestru iza Leda. Po francusku w antologii Festival Européen du premier Roman. Po ukraińsku w piśmie Potiag 76. Jak również po japońsku w antologii literatury wschodnioeuropejskiej tokijskiego wydawnictwa Sei-bun-sha. Niewrzęda jest również współredaktorem wydanego w Bibliotece „Pograniczy” Almanachu Literacko-Artystycznego Piastów 75 oraz współautorem tłumaczenia z jęz. niemieckiego książki Olafa Kühla Gęba Erosa. Tajemnice stylu Witolda Gombrowicza. Jeden z wierszy Niewrzędy został wykorzystany jako tekst utworu Wojownicy Itaki z płyty New Century grupy SBB.
Do 2009 r. ukazały się cztery tomy poetyckie Krzysztofa Niewrzędy, zbiór esejów pt. Czas przeprowadzki dwie powieści: Poszukiwanie całości i Wariant do sprawdzenia, który w 2008 r. nominowano do Literackiej Nagrody Mediów Publicznych COGITO, zaś w 2009 r. do Europejskiej Nagrody Literackiej. W roku 2010 ukazała się jego powieść poetycka Second life, która w roku 2011 trafiła do finału Nagrody Poetyckiej Silesius. W 2012 r. wydany został kolejny tom poetycki Niewrzędy, a jego autor został stałym współpracownikiem kwartalnika eleWator. Jest on również pomysłodawcą nazwy tego kwartalnika. W roku 2013 opublikowano powieść Niewrzędy pt. Zamęt, którą uznano za jedną z najważniejszych książek sezonu. W roku następnym Niewrzęda został stałym felietonistą dodatku Gazety Wyborczej Tygodnik Wrocław. W kolejnych latach publikował fragmenty swojej powieści Confinium (m.in. w kwartalniku eleWator, miesięczniku Odra i w Gazecie Wyborczej) oraz nawiązał współpracę z Józefem Skrzekiem, co zaowocowało wydaniem w 2016 r. albumu Za linią horyzontu grupy SBB z tekstami, których autorem jest Krzysztof Niewrzęda. W roku 2018 Niewrzęda został stałym felietonistą radiowym w polskiej sekcji RBB i współpracował z fizykiem jądrowym, profesorem Adamem Majem w ramach projektu „Creation of Elements” czego efektem jest m.in. cykl Wiersze kosmiczne Krzysztofa Niewrzędy, nawiązujący do ewolucji Wszechświata w skali kosmologicznej oraz związanych z tym procesów i zjawisk astrofizycznych. Wiersze te zostały wykorzystane, w edukacyjnym spektaklu multimedialnym „Na styku dwóch nieskończoności”, do którego muzykę skomponował Józef Skrzek. W 2019 r. ukazała się płyta KISMET RADIO grupy Herbst in Peking z utworem „Kismet On Air 2 / Auf Regen warten”, w którym Krzysztof Niewrzęda recytuje własne teksty. A w 2020 jego powieść Confinium. Szczecińska opowieść. Dwa lata później opublikowany został kolejny tom poetycki Niewrzędy pt. Lockdown.

## Twórczość
Twórczość Niewrzędy skłania do zastanowienia nad cywilizacyjną oraz kulturową kondycją współczesnego świata. Ale Niewrzęda nie moralizuje. Ukazuje jedynie istotne zależności, osobliwe, choć całkowicie prawdziwe powinowactwa i paralele, obrazujące rozpad związków między ludźmi, ich pozorną szczęśliwość, konsumpcjonizm oraz rozrastanie się cywilizacyjnego wysypiska. Istotnym walorem literatury Niewrzędy, który umożliwia mu absorbowanie z dużą swobodą kolejnych doświadczeń generowanych przez odmienne od polskich miejsca swojego pobytu, jest umiejętność odwoływania się do uniwersalnych mitów, oddziałujących w ten sam sposób we wszystkich rejonach świata.
Zauważa się to już w jego pierwszej powieści pt. Poszukiwanie całości, która, mimo iż jest opowieścią o emigracji, nie dotyczy, jak można by było przypuszczać, losów polskiego emigranta w Niemczech, tylko wyobcowania jednostki. Nie pojawiają się w niej ani nazwy miejscowości, ani nawet nazwiska czy imiona, poza tymi, które są ogólnie znane, takimi jak: ja, on, ona, kobieta, dziecko, sąsiad, taksówkarz. Świadczy to o tym, iż Niewrzęda przemógł doświadczenie obcości narodowościowej i skupił się na ludziach oraz ich losach i odczuciach, a problem emigracyjnego niedopasowania wykorzystał jak soczewkę, w której skupia się istota alienacji samej w sobie, a nie wyłącznie w obcym kraju. Dlatego bohaterowie powieści zostali naznaczeni stemplem ogólności. Nieubłaganie demaskując ich marzenia, Niewrzęda wykazuje, iż wszelkie nadzieje na zrozumienie jednego człowieka przez drugiego, choćby nawet najbliższego, są złudne. Oswaja tym samym czytelnika z samotnością, pokazuje wstręt do uczestnictwa w wyścigu szczurów i rozpaczliwą ucieczkę w alkoholowe upojenie. Zapoznaje z odosobnieniem i wszechobecną obojętnością. A do tego, z rozdarciem pomiędzy dwoma światami: tym, który został „tam” – ze swą siermiężną przeszłością, przybierającą ostatecznie formę nostalgii i tym „tu” – w miejscu nowej egzystencji, gdzie człowiek zatraca się w imię jakości egzystencji.
Polskie i polsko-niemieckie wątki ożywają dopiero w zbiorze esejów Niewrzędy pt. Czas przeprowadzki. Tom ten jest jednak nade wszystko zapisem postrzegania współczesności i historii przez współczesnego człowieka. Jest literackim portretem Berlina, widzianego z perspektywy społecznej, historycznej i kulturalnej i należy go traktować jako wnikliwy, intelektualny przewodnik po stolicy Niemiec. Po mieście, którego atmosfera i „folklor” – mimo iż inspirują i frapują – są przez autora poddane trzeźwej ocenie, ujawniającej się w stawianych przez niego pytaniach o to, czym jest dzisiejsza germańskość, a przede wszystkim: jak się odnajdujemy we współczesnej cywilizacji, bez względu na to, w jakim żyjemy kraju i społeczeństwie?
Wśród głosów krytyków literackich znalazła się opinia mówiąca o tym, iż książce tej na poziomie formalno-stylistycznym z jednej strony patronuje mistrz ironii Witold Gombrowicz, z drugiej zaś mistrz literackiego reportażu Ryszard Kapuściński. Choć z takim zastrzeżeniem, iż przywoływanie obu tych nazwisk, to i tak za mało, jeśli się chce określić styl pisania Niewrzędy, którego kolejna powieść uznana wręcz została za popis literackiego kunsztu. Jest nią Wariant do sprawdzenia. Książkę tę można postrzegać jako zbiór nowel i opowiadań, powieść o powieści oraz powieść psychologiczną lub historię miłosną. Można jednak także uznać ją za zbiór baśni lub współczesną wersję eposu bohaterskiego. Mieści się ona na styku różnorakich sposobów obrazowania – od naturalistycznego, odwołującego się do analitycznego stylu Emila Zoli, traktatowego opisu osiedlowego podwórka, poprzez rozdział stworzony wyłącznie z dialogów, oraz kolejne w narracji trzecio-, drugo- i pierwszoosobowej. Aż do końcowego rozdziału nawiązującego do Dantego. Przy czym jedne rozdziały pisane są agresywną polszczyzną inne zaś są liryczne, delikatne, melancholijne. Wszystkie te zabiegi sprawiają, iż pisanie Krzysztofa Niewrzędy przypomina starannie scalony surrealistyczny film o niepokojącym uroku. Podobnie jak David Lynch, Niewrzęda traktuje bowiem formę jak autonomiczny byt i tak rozwija fabułę, jak sama chciałaby się rozwinąć. Poszczególne fragmenty Wariantu do sprawdzenia przeplatają się więc ze sobą w nieoczekiwany sposób i przenikają się w surrealistycznych wątkach fabularnych. Aby więc przedostać się na wyższy poziom znaczeń, prozę tę należy czytać, jak dzieła romantyków, przebijając się przez kolejne warstwy opowieści.
Szczególną książką Niewrzędy jest wydany w 2010 roku Second life, uznany przez krytykę literacką za najważniejsze osiągnięcie bizarro-fiction, którego Krzysztof Niewrzęda jest prekursorem w literaturze polskiej, a także za niezwykłe świadectwo twórczej suwerenności i utwór, niemający swojego odpowiednika w literaturze polskiej, a nawet światowej, który jest baśnią, prowadzącą, w poszukiwaniu sensu prasłów, umożliwiającego scalenie świata i odnalezienie „prawdziwej” tożsamości, ku granicom jawy i snu, jak również ku niepewnościom wynikającym z kompleksów i archetypów zakorzenionych w każdym człowieku, a jednocześnie synkretycznym, nadzwyczaj ekspresyjnym, hip-hopowym poematem syntetyzującym rozmaitość form literackich, zawierającym liczne przytoczenia i cytaty z kanonu światowej literatury – od Apokalipsy św. Jana, Eurypidesa, Mickiewicza, Goethego, Schillera, de Sade'a, Emily Dickinson, Schulza, Gombrowicza, po Pink Floyd, Kaliber 44 oraz Lao Che i łączącym feerię narracji, anegdot i facecji, z najważniejszymi mitami ludzkości.
Kolejna powieść Niewrzędy również została uznana za dzieło wyjątkowe. Jest nią Zamęt, wydany w 2013 r. Już sam jej tytuł sygnalizuje to, co zostało w niej opisane, a mianowicie pozbawioną sensu próżnię, w jakiej żyją mieszkańcy zglobalizowanego i zunifikowanego świata, którzy w aspekcie duchowym narażeni są na to, by stać się ofiarami przeróżnych szarlatanów. Głównym bohaterem tej powieści jest buntownik, któremu niewiele brakuje do tego, by odkryć, że tak naprawdę jest sługusem systemu, jakąś „liberalną ironistką” (jak u Richarda Rorty’ego), która wie, że świat nie jest mieszkaniem Prawdy ani Sensu, tylko przestrzenią konkurujących narracji, kakofonią głosów, próbujących zagadać, obśmiać, zakrzyczeć lęk i czającą się zewsząd zgrozę. Ta ukazana w Zamęcie przestrzeń, to globalna wioska, która stała się równie globalnym obozem pracy, gdzie żyje się po to, by harować; zarabia po to, by wydawać na błyskotki współczesności; wegetuje się w ciasnej konserwie własnych poglądów, którym daleko do klarowności, ponieważ na każdym kroku są podważane. Ale Zamęt to dodatkowo kolejny dowód maestrii autora w posługiwaniu się językiem, który w tym wypadku odpowiada kondycji niezrozumiałego i okrutnego świata. Niewrzęda płynnie przechodzi podczas narracji od wyrażania się niczym new age’owy guru do slangu nastolatków, wplatając w to swobodnie dyskurs naukowy, dziennikarski i reklamowy. Korzystając z cytatów sięga po tak różnych autorów, jak Jonathan Carroll, Noam Chomsky, Joseph Conrad, Cyceron, Dickens, Erich Fromm, Henry Giroux, Hermann Hesse, Stéphane Hessel, Aldous Huxley, Georg Christoph Lichtenberg, Owidiusz, Johnny Rotten, Thomas Sowell, Guy Standing, Craig Venter, Bernard Werber, a także fragmenty Biblii oraz teksty piosenek DonGuralEsko, Massive Attack, Nirvany, Rage Against the Machine, The Doors. Językowy zamęt subkultury przenika się w tej powieści z zamętem informacyjnym, moralnym oraz egzystencjalnym i uwydatnia się poprzez nawiązania do Cierpień młodego Wertera Goethego oraz bogatej tradycji satyrycznej, w lustrze której przegląda się współczesność. Cała ta monstrualna, lecz imponująco stabilna wieża Babel jest budowlą Niewrzędy, który pokazuje, że stał się Piranesim polskiej prozy.
Jako autor wierszy Niewrzęda uznawany jest za poetę, który jednakowo bezceremonialnie traktuje zarówno siebie, jak i otaczającą go rzeczywistość, używając przy tym równie bezceremonialnego języka. Jego poezja porównywana jest z szyderczym malarstwem secesyjnego symbolisty Witolda Wojtkiewicza. Niewrzęda operuje bowiem skrótem myślowym, kontrastem emocjonalnym, a także rekwizytami o symbolicznym wymiarze. Posługuje się poetyką graniczącą z satyrą i opartą na ironii. Czasem posiłkuje się również wulgaryzmem i brzydotą.
Należy przy tym do grona twórców poezji zadumy, wypełnionej szarymi obrazami, która w wykonaniu Niewrzędy daje jednak równocześnie wrażenie jasności, umożliwiającej zauważenie zapomnianych, bądź ukrytych uczuć oraz niewypowiadanych, choć tak potrzebnych, słów. Jego nerw lingwistyczny przejawia się w zamiłowaniu do tworzenia językowych niespodzianek.
Szczególnie ważny jest umiar Niewrzędy w doborze leksyki, nie kolidujący z chęcią uwydatnienia ekspresji. Syntaktyczna i leksykalna oszczędność jego poezji nie stwarza dysproporcji pomiędzy tym, czego doświadcza i doznaje, a tym co może zostać wyrażone poprzez słowo. Jego obserwacja norm fonetycznych oraz zwrotów frazeologicznych doskonale oddaje chaos, absurdy i paradoksy naszej rzeczywistości, jej bezsens oraz destrukcję pojęć. Zasób leksykalny oraz rozwiązania frazeologiczne są ponadto dowodem tego, iż Niewrzęda na pierwszym miejscu stawia swobodę inwencji. Stosowany zaś przez niego przeplot dyskursów i różnorodność aluzji stylistycznych wyraźnie wskazuje na to, że w jego przypadku mamy do czynienia z poezją wciąż żywą, w której odsłania się dzikość bytu, nieodwracalność zdarzeń i ból nieprzygotowanej na odejście w nicość świadomości.

## Publikacje
Tomy poetyckie:
- w poprzek (1998),
- poplątanie (1999),
- popłoch (2000),
- popołudnie (2005)
- popiół (2012)
- Lockdown (2022)

Powieści:
- Poszukiwanie całości (1999), (2009 – wydanie drugie poprawione)
- Wariant do sprawdzenia (2007)
- Zamęt (2013)
- Confinium. Szczecińska opowieść (2020)

Powieść poetycka:
- Second life (2010).

Eseje:
- Czas przeprowadzki (2005)

Przekłady:
- Olaf Kühl: Gęba Erosa. Tajemnice stylu Witolda Gombrowicza (2005).

Teksty piosenek:
- Wojownicy Itaki – płyta New Century grupy SBB (2005).
- Odwieczni wojownicy – płyta Za linią horyzontu grupy SBB (2016).
- Najwyższy czas – płyta Za linią horyzontu grupy SBB (2016).
- Za linią horyzontu – płyta Za linią horyzontu grupy SBB (2016).
- Kismet On Air 2 / Auf Regen warten – płyta KISMET RADIO grupy Herbst in Peking(inne języki) (2019)